# Tragiscoschema inermis
Tragiscoschema inermis là một loài bọ cánh cứng trong họ Cerambycidae.